# Station Schöneberg
Schöneberg is een station van de S-Bahn van Berlijn, gelegen in het gelijknamige stadsdeel. Het is een kruisingsstation met twee niveaus: boven de sporen van de Ringbahn, beneden de van noord naar zuid lopende Wannseebahn. Station Schöneberg werd geopend op 1 maart 1933.

## Geschiedenis
Reeds sinds 1897 bestond er nabij de kruising van de Ring- en de Wannseebahn een station: Ebersstraße. Overstappen tussen beide lijnen was hier echter niet mogelijk, alleen ringlijntreinen stopten er. De treinen over de Ringbahn reden in deze periode via de zogenoemde Südringspitzkehre, parallel aan de Wannseebahn naar het Potsdamer Bahnhof, waar ze keerden om vervolgens aan nieuwe ronde over de ring te beginnen. Aan de Südringspitzkehre bevond zich een station met de naam Schöneberg (later Kolonnenstraße, in 2008 heropend als Julius-Leber-Brücke), waar wel een overstapmogelijkheid tussen Ring- en Wannseebahn bestond. Deze overstap was echter omslachtig: reizigers moesten via een pad langs de sporen naar het ongeveer 300 meter noordelijker gelegen station Großgörschenstraße lopen, waar de treinen van de Wannseebahn stopten.

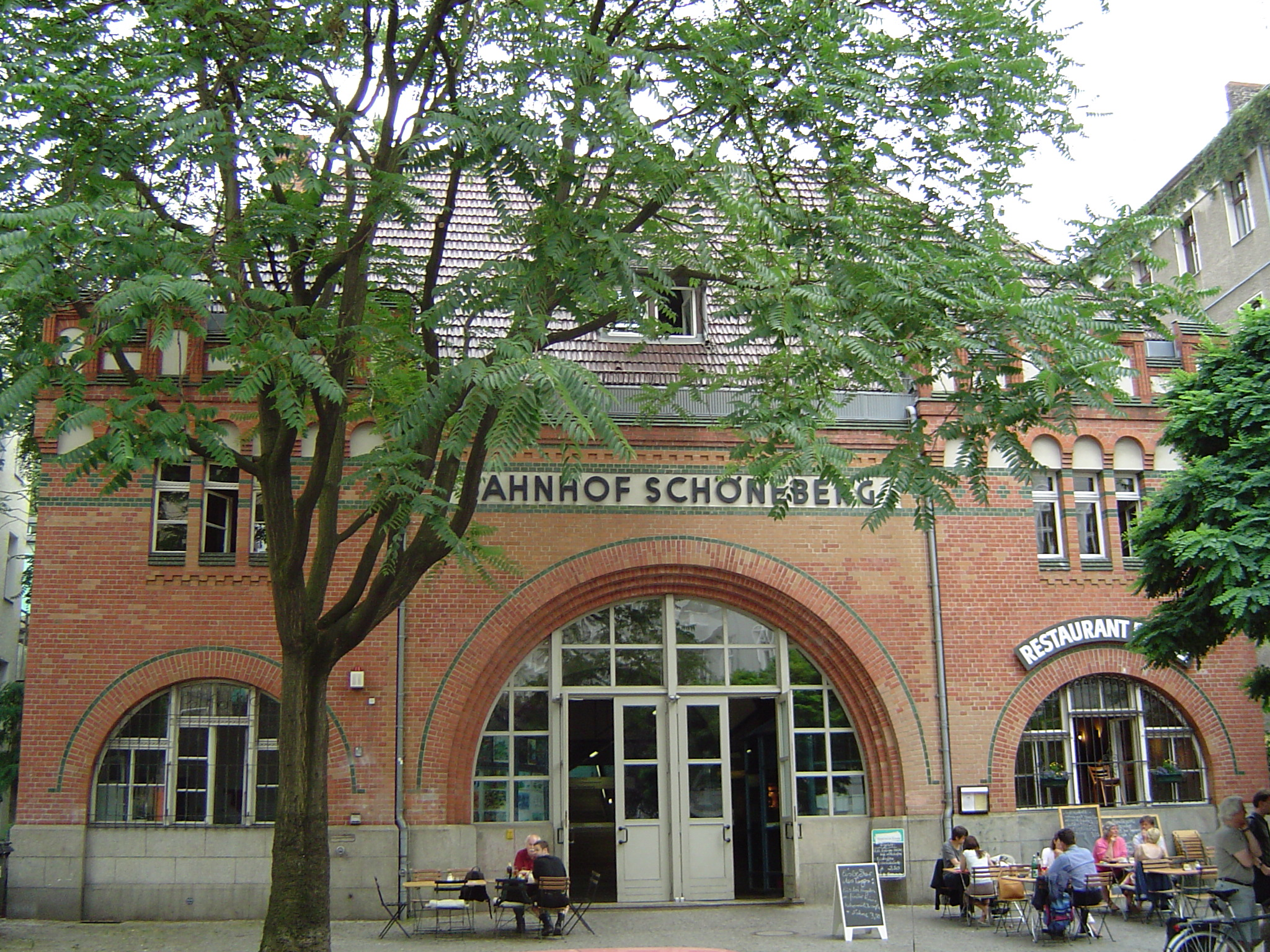
Stationshal aan de Ebersstraße

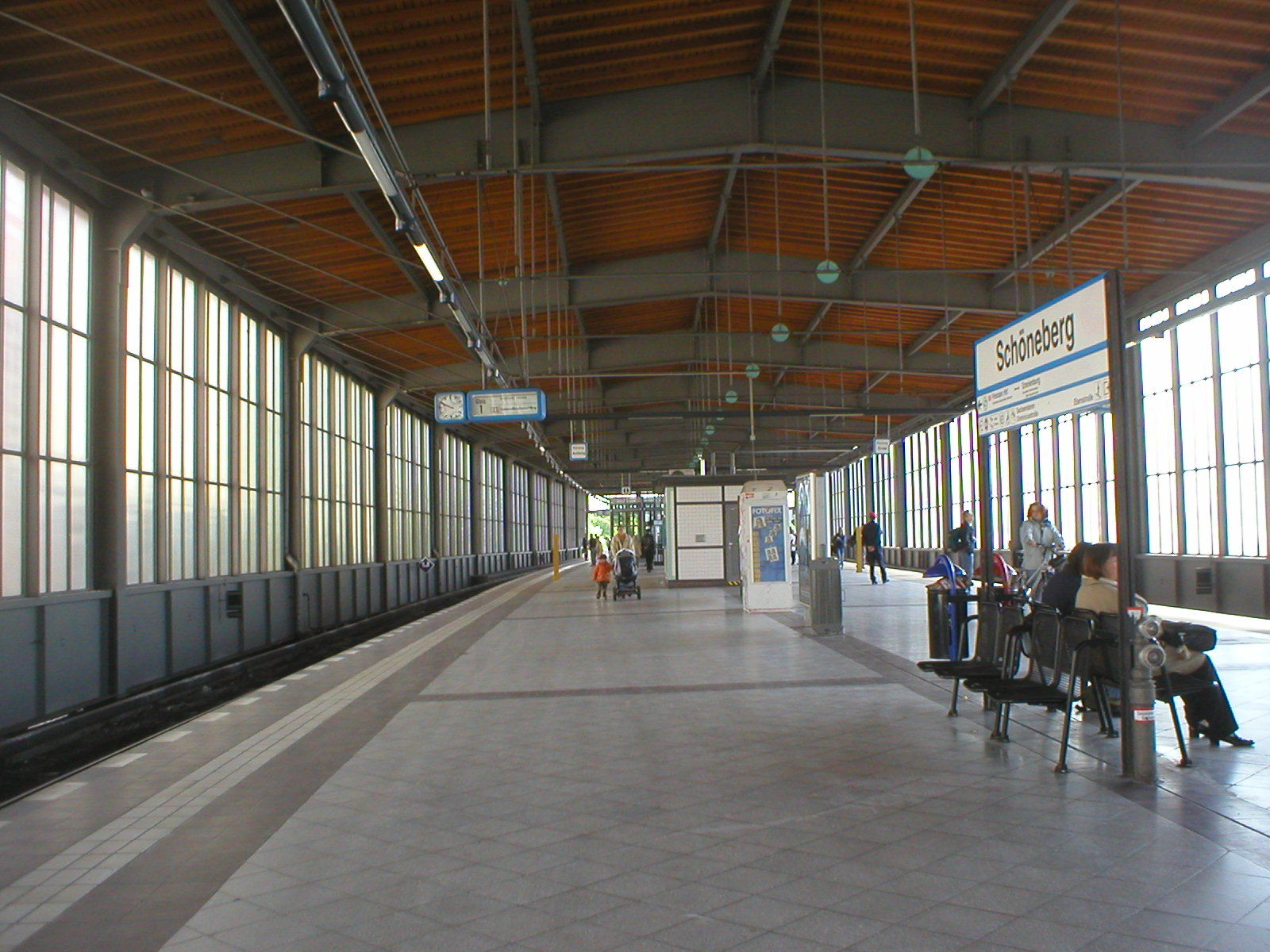
Perron van de Ringbahn

In de jaren twintig en dertig van de twintigste eeuw begon de elektrificatie van diverse stads- en voorstadslijnen in en om Berlijn, hetgeen tot de vorming van het S-Bahnnet zou leiden. De Wannseebahn (geëlektrificeerd in 1933) was de enige lijn van het net zonder echte overstapmogelijkheid op de Ringbahn. Om dit probleem op te lossen besloot men het oude station Ebersstraße te sluiten en iets oostelijker een nieuw kruisingsstation te bouwen. De sporen van de Ringbahn kwamen hier in een grote uit glas en staal opgetrokken hal te liggen, een niveau lager werd een perron aan de Wannseebahn gebouwd. Van station Ebersstraße bleef alleen de door Friedrich Klingholz ontworpen bakstenen stationshal over, die voortaan toegang zou geven tot het Ringbahnstation Schöneberg en tegenwoordig onder monumentenbescherming staat. Met de opening van station Schöneberg werd het station dat eerder deze naam droeg hernoemd tot Kolonnenstraße.
De Tweede Wereldoorlog overleefde het station vrijwel ongeschonden. Alleen tegen het einde van de oorlog sloot het korte tijd zijn deuren, omdat het S-Bahnverkeer volledig stilgelegd werd.
De naoorlogse deling van Berlijn zou echter grotere gevolgen hebben. Ook in het westen van de stad werd de S-Bahn geëxploiteerd door de Oost-Duitse spoorwegen (Deutsche Reichsbahn), hetgeen na de bouw van de Muur in 1961 tot een massale boycot leidde. Ook het West-Berlijnse spoorwegpersoneel kwam een aantal maal in opstand en dienst werd steeds verder versoberd. Na een staking in 1980 zou een groot aantal trajecten, waaronder de Ringbahn en de Wannseebahn, zelfs helemaal niet meer bediend worden; station Schöneberg werd gesloten. In 1984 nam het stadsvervoerbedrijf BVG de exploitatie van het westelijke S-Bahnnet over van de DR. Men heropende een aantal verbindingen, zo gingen er vanaf februari 1985 weer treinen rijden op de Wannseebahn. De Ringbahn, en daarmee het bovenste niveau van station Schöneberg, bleef voorlopig echter buiten dienst. Pas vier jaar na de val van de muur, op 17 december 1993, kwam het zuidelijke deel van de S-Bahnring weer in dienst en kreeg Schöneberg zijn functie als overstapstation terug.
Tegenwoordig wordt het station bediend door de lijnen S1 (Oranienburg - Wannsee via de Wannseebahn), S41 (ring met de klok mee), S42 (tegen de klok in) en S46 (Königs Wusterhausen - Westend).